# Serie A 1983-1984
La Serie A 1983-1984 è stata l'82ª edizione della massima serie del campionato italiano di calcio (la 52ª a girone unico), disputata tra l'11 settembre 1983 e il 13 maggio 1984 e conclusa con la vittoria della Juventus, al suo ventunesimo titolo.
Capocannoniere del torneo è stato, per il secondo anno consecutivo, Michel Platini (Juventus) con 20 reti.

## Stagione

### Calciomercato

Il fantasista Zico (in primo piano), neoacquisto e trascinatore dell', alle prese con Roberto Tricella (in secondo piano), capitano del rampante.

I campioni uscenti della Roma, pur perdendo lo stopper Vierchowod il quale fece definitivamente ritorno alla Sampdoria, potenziarono la rosa scudettata con il centrocampista brasiliano Cerezo e l'attaccante azzurro Graziani. La Juventus, ritrovatasi a far fronte agli addìi di due colonne come Zoff e Bettega, sopperì inserendo nell'undici titolare l'ex portiere dell'Avellino, il promettente Tacconi; sempre dalla squadra irpina arrivò il talentuoso centrocampista Vignola, deputato a riserva "di lusso" di Platini, mentre in avanti si puntò sull'ex veronese Penzo per affiancare Rossi.
Proprio il rampante Verona, dopo il quarto posto della stagione precedente, guardò all'attacco acquistando l'ex romanista Iorio e l'ex juventino Galderisi, mentre l'ambiziosa Udinese riuscì a sorpresa a ingaggiare l'asso brasiliano Zico. L'Inter, ceduto Bordon alla Sampdoria, promosse definitivamente a titolare il prospetto Zenga tra i pali e riportò alla base l'attaccante Serena dopo il prestito della stagione precedente ai concittadini del Milan.

L'inglese Luther Blissett, neoacquisto del Milan e capocannoniere uscente della First Division, deluse nel campionato italiano.

Da par loro, i neopromossi rossoneri riportarono alla base il promettente Filippo Galli, futura bandiera del club, ma incapparono anche nel deludente inglese Blissett, clamoroso «bidone» entrato negli anni seguenti nell'immaginario collettivo. Il mercato della Fiorentina vide un mix tra elementi d'esperienza quali Oriali e Pulici e promettenti giovani come Monelli, mentre Torino e Pisa puntarono su affermati stranieri quali, rispettivamente, l'ex cesenate Schachner e l'olandese Kieft.

### Avvenimenti

#### Girone di andata
All'iniziale scatto in testa dell'Udinese fece seguito un «duello» tra Juventus e Roma, apparso favorevole ai capitolini, mentre il vertice della classifica segnalava un sia pur effimero affacciarsi del Verona: con la vetta divenuta successivamente appannaggio dei bianconeri, le milanesi furono chiamate a riscattare un deludente avvio. Pericolante risultò invece la fase di andata per Napoli e Lazio, coinvolte loro malgrado in una corsa-salvezza di cui furono protagoniste anche Avellino e Pisa: a stazionare nei bassifondi era inoltre il Genoa, col Catania fanalino di coda per l'intero arco della stagione.
Dopo un pareggio nello scontro diretto in Piemonte che assicurò ai bianconeri un punto di margine sul folto gruppo delle inseguitrici – con Fiorentina, Sampdoria e Torino assommatesi ai suddetti capitolini e scaligeri –, gli uomini di Giovanni Trapattoni fecero proprio il riconoscimento di metà stagione con due lunghezze di vantaggio sui concittadini.

#### Girone di ritorno

Da destra: Massimo Briaschi, rivelazione del Genoa con 12 gol, alle prese con il fiorentino Contratto.

Perso fatalmente contatto dalla prima posizione tra gennaio e febbraio, i granata di Eugenio Bersellini lasciarono spazio a una Fiorentina che pagò tuttavia l'infortunio di Antognoni dopo uno scontro di gioco col sampdoriano Pellegrini, che costò la frattura di tibia e perone al capitano dei gigliati. Il ruolo di seconda forza parve dunque circoscriversi alla Roma, le cui speranze si rinfocolarono dopo l'improvviso stop della Juventus sul campo della outsider veronese il 18 marzo 1984.
Con l'assalto dei campioni in carica vanificato dal pareggio nello scontro diretto casalingo, l'emissione del primo verdetto riguardò l'anticipata condanna degli etnei. Espugnato il campo di un'Inter che pure registrò la miglior difesa del torneo, i torinesi archiviarono la vittoria dello scudetto il 6 maggio 1984 impattando al Comunale con l'Avellino: l'esito del confronto valse peraltro la salvezza degli irpini, traguardo contestualmente raggiunto da partenopei e marchigiani grazie anche alla sconfitta pisana sul campo del Milan.

Lo juventino Michel Platini, capocannoniere per la seconda volta consecutiva con 20 gol.

Il 2-2 tra gli stessi toscani e la Lazio comportò quindi la retrocessione tramite classifica avulsa del Genoa, cui non fu sufficiente il platonico trionfo sugli ormai demotivati bianconeri. Alla Coppa UEFA – manifestazione cui la Serie A poté iscrivere due sole rappresentanti in ragione degli scarsi risultati in campo europeo – ebbero accesso Fiorentina e Inter, quest'ultima grazie al trionfo dei giallorossi in Coppa Italia che fruttò loro un pass per la Coppa delle Coppe.
Alle spalle dei nerazzurri giunse il Torino, col lato sinistro della classifica completato da un terzetto in cui il Milan s'inserì agganciando scaligeri e doriani: a una sola lunghezza dai meneghini si posizionò l'Udinese, sospinta dalle reti di uno Zico in grado di contendere a Platini il titolo di migliore marcatore. Le qualità sottoporta dei summenzionati «assi» – col francese laureatosi capocannoniere per il secondo anno di fila – contribuirono ai 573 gol totali del campionato, 33 dei quali distribuiti nel corso delle otto partite della prima giornata.

## Squadre partecipanti
| Club       | Stagione | Città         | Stadio                       | Stagione precedente           |
| ---------- | -------- | ------------- | ---------------------------- | ----------------------------- |
| Ascoli     | dettagli | Ascoli Piceno | Stadio Cino e Lillo Del Duca | 13º posto in Serie A          |
| Avellino   | dettagli | Avellino      | Stadio Partenio              | 9º posto in Serie A           |
| Catania    | dettagli | Catania       | Stadio Cibali                | 3º posto in Serie B, promossa |
| Fiorentina | dettagli | Firenze       | Stadio Comunale              | 5º posto in Serie A           |
| Genoa      | dettagli | Genova        | Stadio Luigi Ferraris        | 11º posto in Serie A          |
| Inter      | dettagli | Milano        | Stadio Giuseppe Meazza       | 3º posto in Serie A           |
| Juventus   | dettagli | Torino        | Stadio Comunale di Torino    | 2º posto in Serie A           |
| Lazio      | dettagli | Roma          | Stadio Olimpico              | 2º posto in Serie B, promossa |
| Milan      | dettagli | Milano        | Stadio Giuseppe Meazza       | 1º posto in Serie B, promosso |
| Napoli     | dettagli | Napoli        | Stadio San Paolo             | 10º posto in Serie A          |
| Pisa       | dettagli | Pisa          | Stadio Arena Garibaldi       | 12º posto in Serie A          |
| Roma       | dettagli | Roma          | Stadio Olimpico              | 1º posto in Serie A           |
| Sampdoria  | dettagli | Genova        | Stadio Luigi Ferraris        | 7º posto in Serie A           |
| Torino     | dettagli | Torino        | Stadio Comunale di Torino    | 8º posto in Serie A           |
| Udinese    | dettagli | Udine         | Stadio Friuli                | 6º posto in Serie A           |
| Verona     | dettagli | Verona        | Stadio Marcantonio Bentegodi | 4º posto in Serie A           |

## Allenatori e primatisti
| Squadra    | Allenatore                                                    | Calciatore più presente                                                   | Cannoniere                          |
| ---------- | ------------------------------------------------------------- | ------------------------------------------------------------------------- | ----------------------------------- |
| Ascoli     | Carlo Mazzone                                                 | Walter De Vecchi, Andrea Mandorlini, Enrico Nicolini (29)                 | Walter Novellino (7)                |
| Avellino   | Fernando Veneranda (1ª-9ª) Ottavio Bianchi (10ª-30ª)          | Franco Colomba, Luciano Favero (30)                                       | Ramón Díaz (7)                      |
| Catania    | Gianni Di Marzio (1ª-12ª) Giovan Battista Fabbri (13ª-30ª)    | Luvanor, Claudio Ranieri (30)                                             | Aldo Cantarutti (4)                 |
| Fiorentina | Giancarlo De Sisti                                            | Giovanni Galli, Eraldo Pecci (30)                                         | Paolo Monelli (12)                  |
| Genoa      | Luigi Simoni                                                  | Paolo Benedetti, Massimo Briaschi (29)                                    | Massimo Briaschi (12)               |
| Inter      | Luigi Radice                                                  | Walter Zenga (30)                                                         | Alessandro Altobelli (10)           |
| Juventus   | Giovanni Trapattoni                                           | Paolo Rossi, Gaetano Scirea (30)                                          | Michel Platini (20)                 |
| Lazio      | Juan Carlos Morrone (1ª-12ª) Paolo Carosi (13ª-30ª)           | Michael Laudrup (30)                                                      | Bruno Giordano, Michael Laudrup (8) |
| Milan      | Ilario Castagner (1ª-24ª) Italo Galbiati (25ª-30ª)            | Luther Blissett, Mauro Tassotti (30)                                      | Oscar Damiani (7)                   |
| Napoli     | Pietro Santin (1ª-20ª) Rino Marchesi (21ª-30ª)                | Dirceu, Moreno Ferrario (30)                                              | Gianni De Rosa (6)                  |
| Pisa       | Bruno Pace (1ª-5ª) Luís Vinício (6ª-20ª) Bruno Pace (21ª-30ª) | Alessandro Mannini (30)                                                   | Klaus Berggreen (7)                 |
| Roma       | Nils Liedholm                                                 | Toninho Cerezo, Franco Tancredi (30)                                      | Roberto Pruzzo (8)                  |
| Sampdoria  | Renzo Ulivieri                                                | Ivano Bordon, Roberto Mancini, Pietro Vierchowod (30)                     | Roberto Mancini (8)                 |
| Torino     | Eugenio Bersellini                                            | Domenico Caso, Giuseppe Dossena, Walter Schachner, Giuliano Terraneo (30) | Patricio Hernández (11)             |
| Udinese    | Enzo Ferrari                                                  | Franco Causio, Dino Galparoli, Massimo Mauro (30)                         | Zico (19)                           |
| Verona     | Osvaldo Bagnoli                                               | Claudio Garella, Roberto Tricella (30)                                    | Maurizio Iorio (14)                 |

## Classifica finale
|        | Pos. | Squadra    | Pt | G  | V  | N  | P  | GF | GS | DR  |
| ------ | ---- | ---------- | -- | -- | -- | -- | -- | -- | -- | --- |
|        | 1.   | Juventus   | 43 | 30 | 17 | 9  | 4  | 57 | 29 | +28 |
| [ 33 ] | 2.   | Roma       | 41 | 30 | 15 | 11 | 4  | 48 | 28 | +20 |
|        | 3.   | Fiorentina | 36 | 30 | 12 | 12 | 6  | 48 | 31 | +17 |
|        | 4.   | Inter      | 35 | 30 | 12 | 11 | 7  | 37 | 23 | +14 |
|        | 5.   | Torino     | 33 | 30 | 11 | 11 | 8  | 37 | 30 | +7  |
|        | 6.   | Milan      | 32 | 30 | 10 | 12 | 8  | 37 | 40 | -3  |
|        | 7.   | Sampdoria  | 32 | 30 | 12 | 8  | 10 | 36 | 30 | +6  |
|        | 8.   | Verona     | 32 | 30 | 12 | 8  | 10 | 43 | 35 | +8  |
|        | 9.   | Udinese    | 31 | 30 | 11 | 9  | 10 | 47 | 40 | +7  |
|        | 10.  | Ascoli     | 29 | 30 | 9  | 11 | 10 | 29 | 35 | -6  |
|        | 11.  | Napoli     | 26 | 30 | 7  | 12 | 11 | 28 | 38 | -10 |
|        | 12.  | Avellino   | 26 | 30 | 9  | 8  | 13 | 33 | 39 | -6  |
|        | 13.  | Lazio      | 25 | 30 | 8  | 9  | 13 | 35 | 49 | -14 |
|        | 14.  | Genoa      | 25 | 30 | 6  | 13 | 11 | 24 | 36 | -12 |
|        | 15.  | Pisa       | 22 | 30 | 3  | 16 | 11 | 20 | 35 | -15 |
|        | 16.  | Catania    | 12 | 30 | 1  | 10 | 19 | 14 | 55 | -41 |

Legenda:
      Campione d'Italia e qualificata in Coppa dei Campioni 1984-1985.
      Qualificata in Coppa delle Coppe 1984-1985.
      Qualificate in Coppa UEFA 1984-1985.
      Retrocesse in Serie B 1984-1985.
Regolamento:
Due punti a vittoria, uno a pareggio, zero a sconfitta.
A parità di punti valeva la classifica avulsa, eccetto per l'assegnazione dello scudetto, dove era previsto uno spareggio.

### Squadra campione
| Formazione tipo | Giocatori (presenze) |
| --- | -------------------- |
| Tacconi Gentile Scirea Brio Cabrini Penzo Bonini Tardelli Platini Rossi Boniek                                                                                            | Stefano Tacconi (23) |
| Tacconi Gentile Scirea Brio Cabrini Penzo Bonini Tardelli Platini Rossi Boniek                                                                                            | Claudio Gentile (24) |
| Tacconi Gentile Scirea Brio Cabrini Penzo Bonini Tardelli Platini Rossi Boniek                                                                                            | Gaetano Scirea (30)  |
| Tacconi Gentile Scirea Brio Cabrini Penzo Bonini Tardelli Platini Rossi Boniek                                                                                            | Sergio Brio (26)     |
| Tacconi Gentile Scirea Brio Cabrini Penzo Bonini Tardelli Platini Rossi Boniek                                                                                            | Antonio Cabrini (29) |
| Tacconi Gentile Scirea Brio Cabrini Penzo Bonini Tardelli Platini Rossi Boniek                                                                                            | Domenico Penzo (25)  |
| Tacconi Gentile Scirea Brio Cabrini Penzo Bonini Tardelli Platini Rossi Boniek                                                                                            | Massimo Bonini (29)  |
| Tacconi Gentile Scirea Brio Cabrini Penzo Bonini Tardelli Platini Rossi Boniek                                                                                            | Marco Tardelli (28)  |
| Tacconi Gentile Scirea Brio Cabrini Penzo Bonini Tardelli Platini Rossi Boniek                                                                                            | Michel Platini (28)  |
| Tacconi Gentile Scirea Brio Cabrini Penzo Bonini Tardelli Platini Rossi Boniek                                                                                            | Paolo Rossi (30)     |
| Tacconi Gentile Scirea Brio Cabrini Penzo Bonini Tardelli Platini Rossi Boniek                                                                                            | Zbigniew Boniek (27) |
| Altri giocatori: Beniamino Vignola (25), Nicola Caricola (20), Cesare Prandelli (17), Luciano Bodini (7), Roberto Tavola (2), Giuseppe Furino (1), Giovanni Koetting (1). |                      |

## Risultati

### Tabellone
|            | ASC  | AVE  | CAT  | FIO  | GEN  | INT  | JUV  | LAZ  | MIL  | NAP  | PIS  | ROM  | SAM  | TOR  | UDI  | VER  |
| ---------- | ---- | ---- | ---- | ---- | ---- | ---- | ---- | ---- | ---- | ---- | ---- | ---- | ---- | ---- | ---- | ---- |
| Ascoli     | –––– | 4-1  | 2-1  | 1-2  | 0-0  | 1-0  | 0-0  | 2-0  | 2-4  | 2-2  | 3-2  | 0-0  | 0-1  | 0-0  | 1-0  | 2-1  |
| Avellino   | 2-1  | –––– | 0-0  | 0-0  | 3-1  | 1-1  | 1-2  | 3-0  | 4-0  | 1-0  | 1-1  | 2-2  | 0-2  | 0-0  | 2-1  | 1-0  |
| Catania    | 1-1  | 1-1  | –––– | 0-2  | 1-2  | 0-0  | 0-2  | 1-1  | 1-1  | 0-0  | 2-0  | 2-2  | 1-1  | 0-0  | 0-2  | 0-1  |
| Fiorentina | 2-1  | 1-0  | 5-0  | –––– | 0-0  | 1-1  | 3-3  | 3-2  | 2-2  | 5-1  | 0-0  | 0-0  | 3-0  | 4-1  | 0-0  | 2-0  |
| Genoa      | 1-0  | 0-2  | 3-0  | 2-2  | –––– | 1-1  | 2-1  | 0-0  | 2-0  | 0-0  | 0-0  | 0-2  | 0-0  | 2-1  | 0-5  | 1-1  |
| Inter      | 0-0  | 3-0  | 6-0  | 2-1  | 1-1  | –––– | 1-2  | 1-1  | 2-0  | 1-0  | 3-0  | 1-0  | 1-2  | 0-0  | 2-0  | 1-0  |
| Juventus   | 7-0  | 1-1  | 2-0  | 1-0  | 4-2  | 2-0  | –––– | 2-1  | 2-1  | 2-0  | 3-1  | 2-2  | 1-2  | 2-1  | 3-2  | 3-1  |
| Lazio      | 2-1  | 2-1  | 3-0  | 1-2  | 2-1  | 3-0  | 0-1  | –––– | 0-0  | 3-2  | 0-1  | 0-2  | 2-1  | 1-0  | 2-2  | 1-1  |
| Milan      | 0-0  | 1-0  | 2-1  | 2-2  | 1-0  | 0-0  | 0-3  | 4-1  | –––– | 0-2  | 2-1  | 1-1  | 2-1  | 0-1  | 3-3  | 4-2  |
| Napoli     | 1-0  | 2-0  | 3-0  | 0-0  | 0-0  | 0-2  | 1-1  | 3-0  | 0-0  | –––– | 0-0  | 1-2  | 1-1  | 0-0  | 2-1  | 1-0  |
| Pisa       | 0-1  | 1-0  | 2-0  | 1-1  | 1-1  | 0-0  | 0-0  | 2-2  | 0-0  | 1-1  | –––– | 1-1  | 0-0  | 1-1  | 1-1  | 0-3  |
| Roma       | 1-1  | 3-2  | 1-0  | 2-1  | 1-0  | 1-0  | 0-0  | 2-2  | 3-1  | 5-1  | 2-0  | –––– | 1-1  | 2-1  | 4-1  | 3-2  |
| Sampdoria  | 1-2  | 0-1  | 2-0  | 1-2  | 2-0  | 0-2  | 1-1  | 1-1  | 1-1  | 4-1  | 1-0  | 1-2  | –––– | 2-1  | 2-1  | 1-0  |
| Torino     | 0-0  | 4-2  | 2-0  | 1-0  | 2-1  | 3-1  | 2-1  | 4-0  | 1-2  | 2-1  | 2-2  | 2-1  | 2-1  | –––– | 0-1  | 1-1  |
| Udinese    | 0-0  | 2-1  | 3-1  | 3-1  | 3-1  | 2-2  | 2-2  | 2-0  | 1-2  | 4-1  | 2-1  | 1-0  | 0-3  | 0-0  | –––– | 1-1  |
| Verona     | 3-1  | 3-0  | 3-1  | 3-1  | 0-0  | 1-2  | 2-1  | 4-2  | 1-1  | 1-1  | 2-0  | 1-0  | 1-0  | 2-2  | 2-1  | –––– |

### Calendario
Il sorteggio avvenne congiuntamente a quello per la Serie B, svolgendosi presso il salone del CONI il 29 luglio 1983. Furono previste cinque soste per impegni della nazionale: 16 ottobre e 13 novembre 1983 (queste valide per le qualificazioni al campionato d'Europa 1984), 5 febbraio, 4 marzo e 8 aprile 1984 (per gare amichevoli).
Le gare coincidenti con le domeniche di Capodanno e Pasqua (rispettivamente il 1º gennaio e 22 aprile 1984) vennero anticipate al sabato.
| andata (1ª) | andata (1ª) | 1ª giornata       | ritorno (16ª) | ritorno (16ª) |
|             |             |                   |               |               |
| 11 set.     | 4-0         | Avellino-Milan    | 0-1           | 15 gen.       |
| 11 set.     | 0-0         | Catania-Torino    | 0-2           | 15 gen.       |
| 11 set.     | 5-1         | Fiorentina-Napoli | 0-0           | 15 gen.       |
| 11 set.     | 0-5         | Genoa-Udinese     | 1-3           | 15 gen.       |
| 11 set.     | 1-2         | Inter-Sampdoria   | 2-0           | 15 gen.       |
| 11 set.     | 7-0         | Juventus-Ascoli   | 0-0           | 15 gen.       |
| 11 set.     | 2-0         | Roma-Pisa         | 1-1           | 15 gen.       |
| 11 set.     | 4-2         | Verona-Lazio      | 1-1           | 15 gen.       |

| andata (2ª) | andata (2ª) | 2ª giornata       | ritorno (17ª) | ritorno (17ª) |
|             |             |                   |               |               |
| 18 set.     | 4-1         | Ascoli-Avellino   | 1-2           | 22 gen.       |
| 18 set.     | 3-0         | Lazio-Inter       | 1-1           | 22 gen.       |
| 18 set.     | 4-2         | Milan-Verona      | 1-1           | 22 gen.       |
| 18 set.     | 0-0         | Napoli-Genoa      | 0-0           | 22 gen.       |
| 18 set.     | 0-0         | Pisa-Juventus     | 1-3           | 22 gen.       |
| 18 set.     | 1-2         | Sampdoria-Roma    | 1-1           | 22 gen.       |
| 18 set.     | 1-0         | Torino-Fiorentina | 1-4           | 22 gen.       |
| 18 set.     | 3-1         | Udinese-Catania   | 2-0           | 22 gen.       |

| andata (1ª) | andata (1ª) | 1ª giornata       | ritorno (16ª) | ritorno (16ª) |
|             |             |                   |               |               |
| 11 set.     | 4-0         | Avellino-Milan    | 0-1           | 15 gen.       |
| 11 set.     | 0-0         | Catania-Torino    | 0-2           | 15 gen.       |
| 11 set.     | 5-1         | Fiorentina-Napoli | 0-0           | 15 gen.       |
| 11 set.     | 0-5         | Genoa-Udinese     | 1-3           | 15 gen.       |
| 11 set.     | 1-2         | Inter-Sampdoria   | 2-0           | 15 gen.       |
| 11 set.     | 7-0         | Juventus-Ascoli   | 0-0           | 15 gen.       |
| 11 set.     | 2-0         | Roma-Pisa         | 1-1           | 15 gen.       |
| 11 set.     | 4-2         | Verona-Lazio      | 1-1           | 15 gen.       |

| andata (2ª) | andata (2ª) | 2ª giornata       | ritorno (17ª) | ritorno (17ª) |
|             |             |                   |               |               |
| 18 set.     | 4-1         | Ascoli-Avellino   | 1-2           | 22 gen.       |
| 18 set.     | 3-0         | Lazio-Inter       | 1-1           | 22 gen.       |
| 18 set.     | 4-2         | Milan-Verona      | 1-1           | 22 gen.       |
| 18 set.     | 0-0         | Napoli-Genoa      | 0-0           | 22 gen.       |
| 18 set.     | 0-0         | Pisa-Juventus     | 1-3           | 22 gen.       |
| 18 set.     | 1-2         | Sampdoria-Roma    | 1-1           | 22 gen.       |
| 18 set.     | 1-0         | Torino-Fiorentina | 1-4           | 22 gen.       |
| 18 set.     | 3-1         | Udinese-Catania   | 2-0           | 22 gen.       |

| andata (3ª) | andata (3ª) | 3ª giornata       | ritorno (18ª) | ritorno (18ª) |
|             |             |                   |               |               |
| 25 set.     | 2-1         | Avellino-Udinese  | 1-2           | 29 gen.       |
| 25 set.     | 1-1         | Catania-Sampdoria | 0-2           | 29 gen.       |
| 25 set.     | 2-1         | Fiorentina-Ascoli | 2-1           | 29 gen.       |
| 25 set.     | 0-0         | Genoa-Lazio       | 1-2           | 29 gen.       |
| 25 set.     | 0-0         | Inter-Torino      | 1-3           | 29 gen.       |
| 25 set.     | 2-0         | Juventus-Napoli   | 1-1           | 29 gen.       |
| 25 set.     | 3-1         | Roma-Milan        | 1-1           | 29 gen.       |
| 25 set.     | 2-0         | Verona-Pisa       | 3-0           | 29 gen.       |

| andata (4ª) | andata (4ª) | 4ª giornata          | ritorno (19ª) | ritorno (19ª) |
|             |             |                      |               |               |
| 2 ott.      | 1-0         | Ascoli-Inter         | 0-0           | 12 feb.       |
| 2 ott.      | 0-1         | Lazio-Juventus       | 1-2           | 12 feb.       |
| 2 ott.      | 2-1         | Milan-Catania        | 1-1           | 12 feb.       |
| 2 ott.      | 2-0         | Napoli-Avellino      | 0-1           | 12 feb.       |
| 2 ott.      | 1-1         | Pisa-Genoa           | 0-0           | 12 feb.       |
| 2 ott.      | 1-2         | Sampdoria-Fiorentina | 0-3           | 12 feb.       |
| 2 ott.      | 2-1         | Torino-Roma          | 1-2           | 12 feb.       |
| 2 ott.      | 1-1         | Udinese-Verona       | 1-2           | 12 feb.       |

| andata (3ª) | andata (3ª) | 3ª giornata       | ritorno (18ª) | ritorno (18ª) |
|             |             |                   |               |               |
| 25 set.     | 2-1         | Avellino-Udinese  | 1-2           | 29 gen.       |
| 25 set.     | 1-1         | Catania-Sampdoria | 0-2           | 29 gen.       |
| 25 set.     | 2-1         | Fiorentina-Ascoli | 2-1           | 29 gen.       |
| 25 set.     | 0-0         | Genoa-Lazio       | 1-2           | 29 gen.       |
| 25 set.     | 0-0         | Inter-Torino      | 1-3           | 29 gen.       |
| 25 set.     | 2-0         | Juventus-Napoli   | 1-1           | 29 gen.       |
| 25 set.     | 3-1         | Roma-Milan        | 1-1           | 29 gen.       |
| 25 set.     | 2-0         | Verona-Pisa       | 3-0           | 29 gen.       |

| andata (4ª) | andata (4ª) | 4ª giornata          | ritorno (19ª) | ritorno (19ª) |
|             |             |                      |               |               |
| 2 ott.      | 1-0         | Ascoli-Inter         | 0-0           | 12 feb.       |
| 2 ott.      | 0-1         | Lazio-Juventus       | 1-2           | 12 feb.       |
| 2 ott.      | 2-1         | Milan-Catania        | 1-1           | 12 feb.       |
| 2 ott.      | 2-0         | Napoli-Avellino      | 0-1           | 12 feb.       |
| 2 ott.      | 1-1         | Pisa-Genoa           | 0-0           | 12 feb.       |
| 2 ott.      | 1-2         | Sampdoria-Fiorentina | 0-3           | 12 feb.       |
| 2 ott.      | 2-1         | Torino-Roma          | 1-2           | 12 feb.       |
| 2 ott.      | 1-1         | Udinese-Verona       | 1-2           | 12 feb.       |

| andata (5ª) | andata (5ª) | 5ª giornata        | ritorno (20ª) | ritorno (20ª) |
|             |             |                    |               |               |
| 9 ott.      | 0-0         | Avellino-Torino    | 2-4           | 19 feb.       |
| 9 ott.      | 2-0         | Catania-Pisa       | 0-2           | 19 feb.       |
| 9 ott.      | 0-0         | Fiorentina-Udinese | 1-3           | 19 feb.       |
| 9 ott.      | 1-0         | Inter-Napoli       | 2-0           | 19 feb.       |
| 9 ott.      | 2-1         | Juventus-Milan     | 3-0           | 19 feb.       |
| 9 ott.      | 1-0         | Roma-Genoa         | 2-0           | 19 feb.       |
| 9 ott.      | 1-1         | Sampdoria-Lazio    | 1-2           | 19 feb.       |
| 9 ott.      | 3-1         | Verona-Ascoli      | 1-2           | 19 feb.       |

| andata (6ª) | andata (6ª) | 6ª giornata     | ritorno (21ª) | ritorno (21ª) |
|             |             |                 |               |               |
| 23 ott.     | 0-1         | Catania-Verona  | 1-3           | 26 feb.       |
| 23 ott.     | 0-0         | Fiorentina-Pisa | 1-1           | 26 feb.       |
| 23 ott.     | 0-2         | Genoa-Avellino  | 1-3           | 26 feb.       |
| 23 ott.     | 0-2         | Lazio-Roma      | 2-2           | 26 feb.       |
| 23 ott.     | 2-1         | Milan-Sampdoria | 1-1           | 26 feb.       |
| 23 ott.     | 1-0         | Napoli-Ascoli   | 2-2           | 26 feb.       |
| 23 ott.     | 2-1         | Torino-Juventus | 1-2           | 26 feb.       |
| 23 ott.     | 2-2         | Udinese-Inter   | 0-2           | 26 feb.       |

| andata (5ª) | andata (5ª) | 5ª giornata        | ritorno (20ª) | ritorno (20ª) |
|             |             |                    |               |               |
| 9 ott.      | 0-0         | Avellino-Torino    | 2-4           | 19 feb.       |
| 9 ott.      | 2-0         | Catania-Pisa       | 0-2           | 19 feb.       |
| 9 ott.      | 0-0         | Fiorentina-Udinese | 1-3           | 19 feb.       |
| 9 ott.      | 1-0         | Inter-Napoli       | 2-0           | 19 feb.       |
| 9 ott.      | 2-1         | Juventus-Milan     | 3-0           | 19 feb.       |
| 9 ott.      | 1-0         | Roma-Genoa         | 2-0           | 19 feb.       |
| 9 ott.      | 1-1         | Sampdoria-Lazio    | 1-2           | 19 feb.       |
| 9 ott.      | 3-1         | Verona-Ascoli      | 1-2           | 19 feb.       |

| andata (6ª) | andata (6ª) | 6ª giornata     | ritorno (21ª) | ritorno (21ª) |
|             |             |                 |               |               |
| 23 ott.     | 0-1         | Catania-Verona  | 1-3           | 26 feb.       |
| 23 ott.     | 0-0         | Fiorentina-Pisa | 1-1           | 26 feb.       |
| 23 ott.     | 0-2         | Genoa-Avellino  | 1-3           | 26 feb.       |
| 23 ott.     | 0-2         | Lazio-Roma      | 2-2           | 26 feb.       |
| 23 ott.     | 2-1         | Milan-Sampdoria | 1-1           | 26 feb.       |
| 23 ott.     | 1-0         | Napoli-Ascoli   | 2-2           | 26 feb.       |
| 23 ott.     | 2-1         | Torino-Juventus | 1-2           | 26 feb.       |
| 23 ott.     | 2-2         | Udinese-Inter   | 0-2           | 26 feb.       |

| andata (7ª) | andata (7ª) | 7ª giornata        | ritorno (22ª) | ritorno (22ª) |
|             |             |                    |               |               |
| 30 ott.     | 1-0         | Ascoli-Udinese     | 0-0           | 11 mar.       |
| 30 ott.     | 0-0         | Avellino-Catania   | 1-1           | 11 mar.       |
| 30 ott.     | 2-1         | Genoa-Torino       | 1-2           | 11 mar.       |
| 30 ott.     | 1-2         | Juventus-Sampdoria | 1-1           | 11 mar.       |
| 30 ott.     | 4-1         | Milan-Lazio        | 0-0           | 11 mar.       |
| 30 ott.     | 0-0         | Pisa-Inter         | 0-3           | 11 mar.       |
| 30 ott.     | 5-1         | Roma-Napoli        | 2-1           | 11 mar.       |
| 30 ott.     | 3-1         | Verona-Fiorentina  | 0-2           | 11 mar.       |

| andata (8ª) | andata (8ª) | 8ª giornata        | ritorno (23ª) | ritorno (23ª) |
|             |             |                    |               |               |
| 6 nov.      | 0-0         | Ascoli-Torino      | 0-0           | 18 mar.       |
| 6 nov.      | 5-0         | Fiorentina-Catania | 2-0           | 18 mar.       |
| 6 nov.      | 2-0         | Inter-Milan        | 0-0           | 18 mar.       |
| 6 nov.      | 3-1         | Juventus-Verona    | 1-2           | 18 mar.       |
| 6 nov.      | 2-1         | Lazio-Avellino     | 0-3           | 18 mar.       |
| 6 nov.      | 0-0         | Napoli-Pisa        | 1-1           | 18 mar.       |
| 6 nov.      | 2-0         | Sampdoria-Genoa    | 0-0           | 18 mar.       |
| 6 nov.      | 1-0         | Udinese-Roma       | 1-4           | 18 mar.       |

| andata (7ª) | andata (7ª) | 7ª giornata        | ritorno (22ª) | ritorno (22ª) |
|             |             |                    |               |               |
| 30 ott.     | 1-0         | Ascoli-Udinese     | 0-0           | 11 mar.       |
| 30 ott.     | 0-0         | Avellino-Catania   | 1-1           | 11 mar.       |
| 30 ott.     | 2-1         | Genoa-Torino       | 1-2           | 11 mar.       |
| 30 ott.     | 1-2         | Juventus-Sampdoria | 1-1           | 11 mar.       |
| 30 ott.     | 4-1         | Milan-Lazio        | 0-0           | 11 mar.       |
| 30 ott.     | 0-0         | Pisa-Inter         | 0-3           | 11 mar.       |
| 30 ott.     | 5-1         | Roma-Napoli        | 2-1           | 11 mar.       |
| 30 ott.     | 3-1         | Verona-Fiorentina  | 0-2           | 11 mar.       |

| andata (8ª) | andata (8ª) | 8ª giornata        | ritorno (23ª) | ritorno (23ª) |
|             |             |                    |               |               |
| 6 nov.      | 0-0         | Ascoli-Torino      | 0-0           | 18 mar.       |
| 6 nov.      | 5-0         | Fiorentina-Catania | 2-0           | 18 mar.       |
| 6 nov.      | 2-0         | Inter-Milan        | 0-0           | 18 mar.       |
| 6 nov.      | 3-1         | Juventus-Verona    | 1-2           | 18 mar.       |
| 6 nov.      | 2-1         | Lazio-Avellino     | 0-3           | 18 mar.       |
| 6 nov.      | 0-0         | Napoli-Pisa        | 1-1           | 18 mar.       |
| 6 nov.      | 2-0         | Sampdoria-Genoa    | 0-0           | 18 mar.       |
| 6 nov.      | 1-0         | Udinese-Roma       | 1-4           | 18 mar.       |

| andata (9ª) | andata (9ª) | 9ª giornata        | ritorno (24ª) | ritorno (24ª) |
|             |             |                    |               |               |
| 20 nov.     | 0-2         | Avellino-Sampdoria | 1-0           | 25 mar.       |
| 20 nov.     | 0-2         | Catania-Juventus   | 0-2           | 25 mar.       |
| 20 nov.     | 1-1         | Genoa-Inter        | 1-1           | 25 mar.       |
| 20 nov.     | 2-2         | Milan-Fiorentina   | 2-2           | 25 mar.       |
| 20 nov.     | 1-1         | Pisa-Udinese       | 1-2           | 25 mar.       |
| 20 nov.     | 1-1         | Roma-Ascoli        | 0-0           | 25 mar.       |
| 20 nov.     | 4-0         | Torino-Lazio       | 0-1           | 25 mar.       |
| 20 nov.     | 1-1         | Verona-Napoli      | 0-1           | 25 mar.       |

| andata (10ª) | andata (10ª) | 10ª giornata        | ritorno (25ª) | ritorno (25ª) |
|              |              |                     |               |               |
| 27 nov.      | 0-0          | Ascoli-Genoa        | 0-1           | 1º apr.       |
| 27 nov.      | 3-3          | Fiorentina-Juventus | 0-1           | 1º apr.       |
| 27 nov.      | 1-0          | Inter-Roma          | 0-1           | 1º apr.       |
| 27 nov.      | 3-0          | Lazio-Catania       | 1-1           | 1º apr.       |
| 27 nov.      | 0-0          | Napoli-Milan        | 2-0           | 1º apr.       |
| 27 nov.      | 2-1          | Sampdoria-Udinese   | 3-0           | 1º apr.       |
| 27 nov.      | 2-2          | Torino-Pisa         | 1-1           | 1º apr.       |
| 27 nov.      | 3-0          | Verona-Avellino     | 0-1           | 1º apr.       |

| andata (9ª) | andata (9ª) | 9ª giornata        | ritorno (24ª) | ritorno (24ª) |
|             |             |                    |               |               |
| 20 nov.     | 0-2         | Avellino-Sampdoria | 1-0           | 25 mar.       |
| 20 nov.     | 0-2         | Catania-Juventus   | 0-2           | 25 mar.       |
| 20 nov.     | 1-1         | Genoa-Inter        | 1-1           | 25 mar.       |
| 20 nov.     | 2-2         | Milan-Fiorentina   | 2-2           | 25 mar.       |
| 20 nov.     | 1-1         | Pisa-Udinese       | 1-2           | 25 mar.       |
| 20 nov.     | 1-1         | Roma-Ascoli        | 0-0           | 25 mar.       |
| 20 nov.     | 4-0         | Torino-Lazio       | 0-1           | 25 mar.       |
| 20 nov.     | 1-1         | Verona-Napoli      | 0-1           | 25 mar.       |

| andata (10ª) | andata (10ª) | 10ª giornata        | ritorno (25ª) | ritorno (25ª) |
|              |              |                     |               |               |
| 27 nov.      | 0-0          | Ascoli-Genoa        | 0-1           | 1º apr.       |
| 27 nov.      | 3-3          | Fiorentina-Juventus | 0-1           | 1º apr.       |
| 27 nov.      | 1-0          | Inter-Roma          | 0-1           | 1º apr.       |
| 27 nov.      | 3-0          | Lazio-Catania       | 1-1           | 1º apr.       |
| 27 nov.      | 0-0          | Napoli-Milan        | 2-0           | 1º apr.       |
| 27 nov.      | 2-1          | Sampdoria-Udinese   | 3-0           | 1º apr.       |
| 27 nov.      | 2-2          | Torino-Pisa         | 1-1           | 1º apr.       |
| 27 nov.      | 3-0          | Verona-Avellino     | 0-1           | 1º apr.       |

| andata (11ª) | andata (11ª) | 11ª giornata     | ritorno (26ª) | ritorno (26ª) |
|              |              |                  |               |               |
| 4 dic.       | 1-1          | Avellino-Inter   | 0-3           | 15 apr.       |
| 4 dic.       | 0-0          | Catania-Napoli   | 0-3           | 15 apr.       |
| 4 dic.       | 2-2          | Juventus-Roma    | 0-0           | 15 apr.       |
| 4 dic.       | 1-2          | Lazio-Fiorentina | 2-3           | 15 apr.       |
| 4 dic.       | 1-0          | Milan-Genoa      | 0-2           | 15 apr.       |
| 4 dic.       | 0-1          | Pisa-Ascoli      | 2-3           | 15 apr.       |
| 4 dic.       | 1-0          | Sampdoria-Verona | 0-1           | 15 apr.       |
| 4 dic.       | 0-0          | Udinese-Torino   | 1-0           | 15 apr.       |

| andata (12ª) | andata (12ª) | 12ª giornata     | ritorno (27ª) | ritorno (27ª) |
|              |              |                  |               |               |
| 11 dic.      | 2-4          | Ascoli-Milan     | 0-0           | 21 apr.       |
| 11 dic.      | 3-0          | Genoa-Catania    | 2-1           | 21 apr.       |
| 11 dic.      | 2-1          | Inter-Fiorentina | 1-1           | 21 apr.       |
| 11 dic.      | 3-0          | Napoli-Lazio     | 2-3           | 21 apr.       |
| 11 dic.      | 0-0          | Pisa-Sampdoria   | 0-1           | 21 apr.       |
| 11 dic.      | 3-2          | Roma-Avellino    | 2-2           | 21 apr.       |
| 11 dic.      | 1-1          | Torino-Verona    | 2-2           | 21 apr.       |
| 11 dic.      | 2-2          | Udinese-Juventus | 2-3           | 21 apr.       |

| andata (11ª) | andata (11ª) | 11ª giornata     | ritorno (26ª) | ritorno (26ª) |
|              |              |                  |               |               |
| 4 dic.       | 1-1          | Avellino-Inter   | 0-3           | 15 apr.       |
| 4 dic.       | 0-0          | Catania-Napoli   | 0-3           | 15 apr.       |
| 4 dic.       | 2-2          | Juventus-Roma    | 0-0           | 15 apr.       |
| 4 dic.       | 1-2          | Lazio-Fiorentina | 2-3           | 15 apr.       |
| 4 dic.       | 1-0          | Milan-Genoa      | 0-2           | 15 apr.       |
| 4 dic.       | 0-1          | Pisa-Ascoli      | 2-3           | 15 apr.       |
| 4 dic.       | 1-0          | Sampdoria-Verona | 0-1           | 15 apr.       |
| 4 dic.       | 0-0          | Udinese-Torino   | 1-0           | 15 apr.       |

| andata (12ª) | andata (12ª) | 12ª giornata     | ritorno (27ª) | ritorno (27ª) |
|              |              |                  |               |               |
| 11 dic.      | 2-4          | Ascoli-Milan     | 0-0           | 21 apr.       |
| 11 dic.      | 3-0          | Genoa-Catania    | 2-1           | 21 apr.       |
| 11 dic.      | 2-1          | Inter-Fiorentina | 1-1           | 21 apr.       |
| 11 dic.      | 3-0          | Napoli-Lazio     | 2-3           | 21 apr.       |
| 11 dic.      | 0-0          | Pisa-Sampdoria   | 0-1           | 21 apr.       |
| 11 dic.      | 3-2          | Roma-Avellino    | 2-2           | 21 apr.       |
| 11 dic.      | 1-1          | Torino-Verona    | 2-2           | 21 apr.       |
| 11 dic.      | 2-2          | Udinese-Juventus | 2-3           | 21 apr.       |

| andata (13ª) | andata (13ª) | 13ª giornata     | ritorno (28ª) | ritorno (28ª) |
|              |              |                  |               |               |
| 18 dic.      | 1-1          | Avellino-Pisa    | 0-1           | 29 apr.       |
| 18 dic.      | 1-1          | Catania-Ascoli   | 1-2           | 29 apr.       |
| 18 dic.      | 0-0          | Fiorentina-Roma  | 1-2           | 29 apr.       |
| 18 dic.      | 2-0          | Juventus-Inter   | 2-1           | 29 apr.       |
| 18 dic.      | 2-2          | Lazio-Udinese    | 0-2           | 29 apr.       |
| 18 dic.      | 0-1          | Milan-Torino     | 2-1           | 29 apr.       |
| 18 dic.      | 4-1          | Sampdoria-Napoli | 1-1           | 29 apr.       |
| 18 dic.      | 0-0          | Verona-Genoa     | 1-1           | 29 apr.       |

| andata (14ª) | andata (14ª) | 14ª giornata      | ritorno (29ª) | ritorno (29ª) |
|              |              |                   |               |               |
| 31 dic.      | 2-0          | Ascoli-Lazio      | 1-2           | 6 mag.        |
| 31 dic.      | 1-2          | Avellino-Juventus | 1-1           | 6 mag.        |
| 31 dic.      | 2-2          | Genoa-Fiorentina  | 0-0           | 6 mag.        |
| 31 dic.      | 1-0          | Inter-Verona      | 2-1           | 6 mag.        |
| 31 dic.      | 0-0          | Pisa-Milan        | 1-2           | 6 mag.        |
| 31 dic.      | 1-0          | Roma-Catania      | 2-2           | 6 mag.        |
| 31 dic.      | 2-1          | Torino-Sampdoria  | 1-2           | 6 mag.        |
| 31 dic.      | 4-1          | Udinese-Napoli    | 1-2           | 6 mag.        |

| andata (13ª) | andata (13ª) | 13ª giornata     | ritorno (28ª) | ritorno (28ª) |
|              |              |                  |               |               |
| 18 dic.      | 1-1          | Avellino-Pisa    | 0-1           | 29 apr.       |
| 18 dic.      | 1-1          | Catania-Ascoli   | 1-2           | 29 apr.       |
| 18 dic.      | 0-0          | Fiorentina-Roma  | 1-2           | 29 apr.       |
| 18 dic.      | 2-0          | Juventus-Inter   | 2-1           | 29 apr.       |
| 18 dic.      | 2-2          | Lazio-Udinese    | 0-2           | 29 apr.       |
| 18 dic.      | 0-1          | Milan-Torino     | 2-1           | 29 apr.       |
| 18 dic.      | 4-1          | Sampdoria-Napoli | 1-1           | 29 apr.       |
| 18 dic.      | 0-0          | Verona-Genoa     | 1-1           | 29 apr.       |

| andata (14ª) | andata (14ª) | 14ª giornata      | ritorno (29ª) | ritorno (29ª) |
|              |              |                   |               |               |
| 31 dic.      | 2-0          | Ascoli-Lazio      | 1-2           | 6 mag.        |
| 31 dic.      | 1-2          | Avellino-Juventus | 1-1           | 6 mag.        |
| 31 dic.      | 2-2          | Genoa-Fiorentina  | 0-0           | 6 mag.        |
| 31 dic.      | 1-0          | Inter-Verona      | 2-1           | 6 mag.        |
| 31 dic.      | 0-0          | Pisa-Milan        | 1-2           | 6 mag.        |
| 31 dic.      | 1-0          | Roma-Catania      | 2-2           | 6 mag.        |
| 31 dic.      | 2-1          | Torino-Sampdoria  | 1-2           | 6 mag.        |
| 31 dic.      | 4-1          | Udinese-Napoli    | 1-2           | 6 mag.        |

| \| andata (15ª) \| andata (15ª) \| 15ª giornata \| ritorno (30ª) \| ritorno (30ª) \| \| \| \| \| \| \| \| 8 gen. \| 0-0 \| Catania-Inter \| 0-6 \| 13 mag. \| \| 8 gen. \| 1-0 \| Fiorentina-Avellino \| 0-0 \| 13 mag. \| \| 8 gen. \| 4-2 \| Juventus-Genoa \| 1-2 \| 13 mag. \| \| 8 gen. \| 0-1 \| Lazio-Pisa \| 2-2 \| 13 mag. \| \| 8 gen. \| 3-3 \| Milan-Udinese \| 2-1 \| 13 mag. \| \| 8 gen. \| 0-0 \| Napoli-Torino \| 1-2 \| 13 mag. \| \| 8 gen. \| 1-2 \| Sampdoria-Ascoli \| 1-0 \| 13 mag. \| \| 8 gen. \| 1-0 \| Verona-Roma \| 2-3 \| 13 mag. \| |              |                     |               |               |
| andata (15ª) | andata (15ª) | 15ª giornata        | ritorno (30ª) | ritorno (30ª) |
| |              |                     |               |               |
| 8 gen. | 0-0          | Catania-Inter       | 0-6           | 13 mag.       |
| 8 gen. | 1-0          | Fiorentina-Avellino | 0-0           | 13 mag.       |
| 8 gen. | 4-2          | Juventus-Genoa      | 1-2           | 13 mag.       |
| 8 gen. | 0-1          | Lazio-Pisa          | 2-2           | 13 mag.       |
| 8 gen. | 3-3          | Milan-Udinese       | 2-1           | 13 mag.       |
| 8 gen. | 0-0          | Napoli-Torino       | 1-2           | 13 mag.       |
| 8 gen. | 1-2          | Sampdoria-Ascoli    | 1-0           | 13 mag.       |
| 8 gen. | 1-0          | Verona-Roma         | 2-3           | 13 mag.       |

| andata (15ª) | andata (15ª) | 15ª giornata        | ritorno (30ª) | ritorno (30ª) |
|              |              |                     |               |               |
| 8 gen.       | 0-0          | Catania-Inter       | 0-6           | 13 mag.       |
| 8 gen.       | 1-0          | Fiorentina-Avellino | 0-0           | 13 mag.       |
| 8 gen.       | 4-2          | Juventus-Genoa      | 1-2           | 13 mag.       |
| 8 gen.       | 0-1          | Lazio-Pisa          | 2-2           | 13 mag.       |
| 8 gen.       | 3-3          | Milan-Udinese       | 2-1           | 13 mag.       |
| 8 gen.       | 0-0          | Napoli-Torino       | 1-2           | 13 mag.       |
| 8 gen.       | 1-2          | Sampdoria-Ascoli    | 1-0           | 13 mag.       |
| 8 gen.       | 1-0          | Verona-Roma         | 2-3           | 13 mag.       |

## Statistiche

### Squadre

#### Capoliste solitarie
|    | —— | ——  | ——  | ——  | ——   | ——   | ——   | —— | ——  | ——  | ——  | ——       | ——       | ——       | ——       | ——       | ——       | ——       | ——       | ——       | ——       | ——       | ——       | ——       | ——       | ——       | ——       | ——       | ——       | —— |  |
|    |    | Rom | Juv | Juv | Roma | Roma | Roma |    |     | Juv |     | Juventus | Juventus | Juventus | Juventus | Juventus | Juventus | Juventus | Juventus | Juventus | Juventus | Juventus | Juventus | Juventus | Juventus | Juventus | Juventus | Juventus | Juventus |    |  |
|    |    |     |     |     |      |      |      |    |     |     |     |          |          |          |          |          |          |          |          |          |          |          |          |          |          |          |          |          |          |    |  |
|    |    |     |     |     |      |      |      |    |     |     |     |          |          |          |          |          |          |          |          |          |          |          |          |          |          |          |          |          |          |    |  |
| 1ª | 2ª | 3ª  | 4ª  | 5ª  | 6ª   | 7ª   | 8ª   | 9ª | 10ª | 11ª | 12ª | 13ª      | 14ª      | 15ª      | 16ª      | 17ª      | 18ª      | 19ª      | 20ª      | 21ª      | 22ª      | 23ª      | 24ª      | 25ª      | 26ª      | 27ª      | 28ª      | 29ª      | 30ª      |    |  |

#### Classifica in divenire
| [ 39 ]     | 1ª | 2ª | 3ª | 4ª | 5ª | 6ª | 7ª | 8ª | 9ª | 10ª | 11ª | 12ª | 13ª | 14ª | 15ª | 16ª | 17ª | 18ª | 19ª | 20ª | 21ª | 22ª | 23ª | 24ª | 25ª | 26ª | 27ª | 28ª | 29ª | 30ª |
| [ 39 ]     |    |    |    |    |    |    |    |    |    |     |     |     |     |     |     |     |     |     |     |     |     |     |     |     |     |     |     |     |     |     |
| ---------- | -- | -- | -- | -- | -- | -- | -- | -- | -- | --- | --- | --- | --- | --- | --- | --- | --- | --- | --- | --- | --- | --- | --- | --- | --- | --- | --- | --- | --- | --- |
| Ascoli     | 0  | 2  | 2  | 4  | 4  | 4  | 6  | 7  | 8  | 9   | 11  | 11  | 12  | 14  | 16  | 17  | 17  | 17  | 18  | 20  | 21  | 22  | 23  | 24  | 24  | 26  | 27  | 29  | 29  | 29  |
| Avellino   | 2  | 2  | 4  | 4  | 5  | 7  | 8  | 8  | 8  | 8   | 9   | 9   | 10  | 10  | 10  | 10  | 12  | 12  | 14  | 14  | 16  | 17  | 19  | 21  | 23  | 23  | 24  | 24  | 25  | 26  |
| Catania    | 1  | 1  | 2  | 2  | 4  | 4  | 5  | 5  | 5  | 5   | 6   | 6   | 7   | 7   | 8   | 8   | 8   | 8   | 9   | 9   | 9   | 10  | 10  | 10  | 11  | 11  | 11  | 11  | 12  | 12  |
| Fiorentina | 2  | 2  | 4  | 6  | 7  | 8  | 8  | 10 | 11 | 12  | 14  | 14  | 15  | 16  | 18  | 19  | 21  | 23  | 25  | 25  | 26  | 28  | 30  | 31  | 31  | 33  | 34  | 34  | 35  | 36  |
| Genoa      | 0  | 1  | 2  | 3  | 3  | 3  | 5  | 5  | 6  | 7   | 7   | 9   | 10  | 11  | 11  | 11  | 12  | 12  | 13  | 13  | 13  | 13  | 14  | 15  | 17  | 19  | 21  | 22  | 23  | 25  |
| Inter      | 0  | 0  | 1  | 1  | 3  | 4  | 5  | 7  | 8  | 10  | 11  | 13  | 13  | 15  | 16  | 18  | 19  | 19  | 20  | 22  | 24  | 26  | 27  | 28  | 28  | 30  | 31  | 31  | 33  | 35  |
| Juventus   | 2  | 3  | 5  | 7  | 9  | 9  | 9  | 11 | 13 | 14  | 15  | 16  | 18  | 20  | 22  | 23  | 25  | 26  | 28  | 30  | 32  | 33  | 33  | 35  | 37  | 38  | 40  | 42  | 43  | 43  |
| Lazio      | 0  | 2  | 3  | 3  | 4  | 4  | 4  | 6  | 6  | 8   | 8   | 8   | 9   | 9   | 9   | 10  | 11  | 13  | 13  | 15  | 16  | 17  | 17  | 19  | 20  | 20  | 22  | 22  | 24  | 25  |
| Milan      | 0  | 2  | 2  | 4  | 4  | 6  | 8  | 8  | 9  | 10  | 12  | 14  | 14  | 15  | 16  | 18  | 19  | 20  | 21  | 21  | 22  | 23  | 24  | 25  | 25  | 25  | 26  | 28  | 30  | 32  |
| Napoli     | 0  | 1  | 1  | 3  | 3  | 5  | 5  | 6  | 7  | 8   | 9   | 11  | 11  | 11  | 12  | 13  | 14  | 15  | 15  | 15  | 16  | 16  | 17  | 19  | 21  | 23  | 23  | 24  | 26  | 26  |
| Pisa       | 0  | 1  | 1  | 2  | 2  | 3  | 4  | 5  | 6  | 7   | 7   | 8   | 9   | 10  | 12  | 13  | 13  | 13  | 14  | 16  | 17  | 17  | 18  | 18  | 19  | 19  | 19  | 21  | 21  | 22  |
| Roma       | 2  | 4  | 6  | 6  | 8  | 10 | 12 | 12 | 13 | 13  | 14  | 16  | 17  | 19  | 19  | 20  | 21  | 22  | 24  | 26  | 27  | 29  | 31  | 32  | 34  | 35  | 36  | 38  | 39  | 41  |
| Sampdoria  | 2  | 2  | 3  | 3  | 4  | 4  | 6  | 8  | 10 | 12  | 14  | 15  | 17  | 17  | 17  | 17  | 18  | 20  | 20  | 20  | 21  | 22  | 23  | 23  | 25  | 25  | 27  | 28  | 30  | 32  |
| Torino     | 1  | 3  | 4  | 6  | 7  | 9  | 9  | 10 | 12 | 13  | 14  | 15  | 17  | 19  | 20  | 22  | 22  | 24  | 24  | 26  | 26  | 28  | 29  | 29  | 30  | 30  | 31  | 31  | 31  | 33  |
| Udinese    | 2  | 4  | 4  | 5  | 6  | 7  | 7  | 9  | 10 | 10  | 11  | 12  | 13  | 15  | 16  | 18  | 20  | 22  | 22  | 24  | 24  | 25  | 25  | 27  | 27  | 29  | 29  | 31  | 31  | 31  |
| Verona     | 2  | 2  | 4  | 5  | 7  | 9  | 11 | 11 | 12 | 14  | 14  | 15  | 16  | 16  | 18  | 19  | 20  | 22  | 24  | 24  | 26  | 26  | 28  | 28  | 28  | 30  | 31  | 32  | 32  | 32  |

#### Primati stagionali
- Maggior numero di partite vinte: 17 (Juventus)
- Minor numero di partite perse: 4 (Juventus, Roma)
- Massimo dei pareggi: 16 (Pisa)
- Minor numero di partite vinte: 1 (Catania)
- Maggior numero di partite perse: 19 (Catania)
- Minimo dei pareggi: 8 (Avellino, Hellas Verona, Sampdoria)
- Miglior attacco:: 57 (Juventus)
- Miglior difesa: 23 (Inter)
- Miglior differenza reti: 28 (Juventus)
- Peggior attacco:: 14 (Catania)
- Peggior difesa: 55 (Catania)
- Peggior differenza reti: −41 (Catania)
- Partita con più reti segnate: Juventus-Ascoli 7-0 (7)
- Partita con maggior scarto di reti: Juventus-Ascoli 7-0 (7)

### Individuali
Da segnalare la quadripletta messa a segno da Alessandro Altobelli in Inter-Catania 6-0 della 30ª giornata.

#### Classifica marcatori
| Gol | Rigori |  | Giocatore               | Squadra    |
| --- | ------ |  | ----------------------- | ---------- |
| 20  | 3      |  | Michel Platini          | Juventus   |
| 19  | 4      |  | Zico                    | Udinese    |
| 14  | 7      |  | Maurizio Iorio          | Verona     |
| 13  | 1      |  | Paolo Rossi             | Juventus   |
| 12  | 3      |  | Massimo Briaschi        | Genoa      |
| 12  |        |  | Paolo Monelli           | Fiorentina |
| 11  | 5      |  | Patricio José Hernández | Torino     |
| 10  | 2      |  | Alessandro Altobelli    | Inter      |
| 10  |        |  | Ricardo Daniel Bertoni  | Fiorentina |
| 10  |        |  | Pietro Paolo Virdis     | Udinese    |

### Media spettatori
Media spettatori della Serie A 1983-84: 36 552.
| Club       | Pos. | Media  |
| ---------- | ---- | ------ |
| Napoli     | 1    | 55.590 |
| Milan      | 2    | 53.136 |
| Roma       | 3    | 52.793 |
| Lazio      | 4    | 46.908 |
| Fiorentina | 5    | 45.723 |
| Juventus   | 6    | 43.574 |
| Inter      | 7    | 43.388 |
| Udinese    | 8    | 41.349 |
| Torino     | 9    | 31.946 |
| Verona     | 10   | 31.238 |
| Sampdoria  | 11   | 30.162 |
| Genoa      | 12   | 26.706 |
| Avellino   | 13   | 23.504 |
| Catania    | 14   | 20.610 |
| Ascoli     | 15   | 19.326 |
| Pisa       | 16   | 18.879 |